# Août 1995

## Faits marquants
- 13 août (Formule 1) : Grand Prix automobile de Hongrie.
- 15 août : coup d'État à Sao Tomé-et-Principe, le lieutenant Manuel Quintas de Almeida prend le pouvoir pendant une semaine.
- 17 août : un attentat sur la place Charles-de-Gaulle, à Paris, fait 17 blessés.
- 19 août : accord d'Abuja en vue de la création d'un gouvernement transitoire au Libéria[1].
- 24 août : sortie du système d'exploitation Windows 95.
- 27 août (Formule 1) : Grand Prix automobile de Belgique.

## Cinéma
- 30 août : sortie de La Cérémonie, film français de Claude Chabrol

## Naissances
- 1er août : Madison Cawthorn, homme politique américain.
- 15 août : Mechteld Jungerius, actrice néerlandaise.
- 27 août :
  - Elizaveta Nazarenkova, gymnaste rythmique russe et ouzbèke.
  - Sergey Sirotkin, pilote de Formule 1 russe.
- 17 août : Adam Schriemer, joueur canadien de volley-ball.

## Décès
- 3 août :
  - Marcel Busieau, homme politique belge (° 31 juillet 1914).
  - Ida Lupino, actrice, scénariste, productrice et réalisatrice américaine (° 4 février 1918).
- 6 août : 
  - Hugh Borton, historien américain (° 1902).
  - Dominique Vilar, actrice française.
- 9 août : Jerry Garcia, chanteur américain , « Grateful Dead » (° 1er août 1942).
- 10 août : Luis Procuna, matador mexicain (° 23 juillet 1923).
- 13 août : Pierre Bockel, prêtre catholique, résistant, écrivain, journaliste français et « Juste parmi les nations » (°3 octobre 1914).
- 19 août : Pierre Schaeffer, ingénieur, chercheur, théoricien, compositeur et écrivain français (° 14 août 1910).
- 20 août : Hugo Pratt, dessinateur et scénariste de bandes dessinées italien (° 15 juin 1927).
- 21 août : Subrahmanyan Chandrasekhar, astrophysicien indien (° 19 octobre 1910).
- 26 août : John Brunner, écrivain britannique de science-fiction (° 24 septembre 1934).
- 29 août : Michael Ende, écrivain allemand de romans fantastiques (° 12 novembre 1929).